# Успение Богородично (Костур)
Вижте пояснителната страница за други значения на Успение Богородично.
„Успение на Пресвета Богородица“ (на гръцки: Ιερός Μητροπολιτικός Ναός Κοιμήσεως Θεοτόκου, Комисеос Теотоку) е православна църква в град Костур (Кастория), Егейска Македония, Гърция, катедрална църква на Костурската епархия.

## История
Църквата е построена през османско време в 1857 година като джамия с името Гази джамия (Γαζί Τζαμί). Иззидан е от прецизно издялани камъни, особено в източната част. В архитектурно отношение е трикорабна базилика, посветена и на Свети Николай и на Св. св. Константин и Елена.
След анексията на Костур от Гърция след Балканските войни, джамията е превърната в църква.
В 1916 година Атанасиос Папастилиадис построява внушителната камбанария на митрополитската църква. Камбанарията заедно с часовника е дар от костурчанина Търпо Дъмбенски (Терпос Дембениотис). Тя е висока 19 m и е изградена от камък с неокласически елементи на шест нива във формата на кула.
В храма се пазят ценности от разрушени стари църкви. Царските икони са по-стари от храма.
Храмът е обявен за паметник на културата в 1925 година.
- Икона на Свети Спиридон, 1854 г.
- Икона на северната стена
- Икона на Апокалипсиса на Теодорос Пулакис (1622 – 1692)
- Икона на Благовещение Богородично